# Mahogany Rush
Mahogany Rush es una banda de rock canadiense liderada por el guitarrista Frank Marino. Tuvo su pico de popularidad en la década de 1970, tocando en importantes eventos como el California Jam II junto a agrupaciones como Aerosmith, Ted Nugent y Heart. La banda es tal vez más reconocida por el estilo del guitarrista Frank Marino, el cual recuerda al del fallecido Jimi Hendrix. La música de Mahogany Rush es muy diversa, explorando géneros como el blues rock, el rock psicodélico y el funk rock, además del hard rock y el heavy metal en sus producciones más recientes. El propio Marino ha descrito el sonido de la banda como una fusión entre Grateful Dead y el jazz.

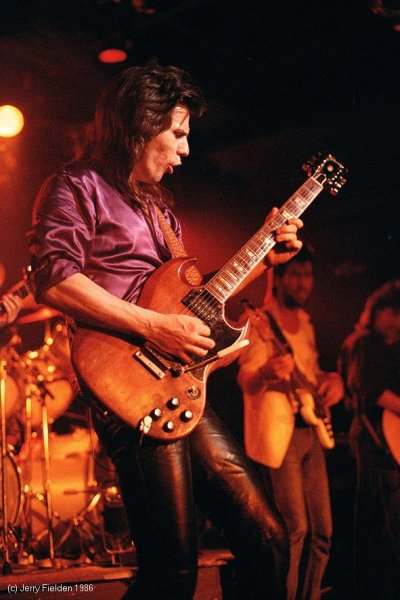
Frank Marino, guitarrista líder de la agrupación.

## Músicos

### Miembros
| Actuales - Frank Marino – voz, guitarra, teclados (1969–presente) - Mick Layne – guitarra (2000–presente) - Mark Weber – bajo (2008–presente) - Avi Ludmer – violín (2004–presente) - Dave Goode – batería (2000–2004, 2008–presente) | Anteriores - Vince Marino – guitarra (1980–2000) - Paul Harwood – bajo (1969–1986) - Peter Dowse – bajo (1986–2008) - Phil Bech – teclados (1970–1974) - Johnny McDiarmid – teclados (1970–1974) - Greg Nichols – teclados (1982) - Claudio Daniel Pesavento – teclados (1982–1989) - Jimmy Ayoub – batería (1969–1982) - Timm Biery – batería (1982–2000) - Josh Trago – batería (2004–2008) |

### Formaciones
| Período                                     | Miembros | Álbumes de estudio |
| Mahogany Rush (1969–1981)                   | Mahogany Rush (1969–1981) | Mahogany Rush (1969–1981) |
| ------------------------------------------- | --- | --- |
| 1969–1970                                   | - Frank Marino – voz, guitarra - Paul Harwood – bajo - Jimmy Ayoub – batería                                                                | — |
| 1970–1974                                   | - Frank Marino – voz, guitarra - Paul Harwood – bajo - Phil Bech – teclados - Johnny McDiarmid – teclados - Jimmy Ayoub – batería           | - Maxoom (1972) |
| 1974–1979                                   | - Frank Marino – voz, guitarra, teclados - Paul Harwood – bajo - Jimmy Ayoub – batería                                                      | - Child of the Novelty (1974) - Strange Universe (1975) - Mahogany Rush IV (1976) - World Anthem (1977) - Tales of the Unexpected (1979) |
| 1979–1981                                   | - Frank Marino – voz, guitarra, teclados - Vince Marino – guitarra - Paul Harwood – bajo - Jimmy Ayoub – batería                            | - What's Next (1980) |
| Frank Marino Band (1981–2000)               | | |
| 1981–1982                                   | - Frank Marino – voz, guitarra, teclados - Vince Marino – guitarra - Paul Harwood – bajo - Jimmy Ayoub – batería                            | - The Power of Rock N' Roll (1981) |
| 1982                                        | - Frank Marino – voz, guitarra - Vince Marino – guitarra - Paul Harwood – bajo - Greg Nichols – teclados - Timm Biery – batería             | - Juggernaut (1982) |
| 1982–1986                                   | - Frank Marino – voz, guitarra - Vince Marino – guitarra - Paul Harwood – bajo - Claudio Daniel Pesavento – teclados - Timm Biery – batería | - Full Circle (1986) |
| 1986–1989                                   | - Frank Marino – voz, guitarra - Vince Marino – guitarra - Peter Dowse – bajo - Claudio Daniel Pesavento – teclados - Timm Biery – batería  | — |
| 1989–2000                                   | - Frank Marino – voz, guitarra, teclados - Vince Marino – guitarra - Peter Dowse – bajo - Timm Biery – batería                              | - From the Hip (1990) |
| Frank Marino & Mahogany Rush (2000–present) | | |
| 2000–2004                                   | - Frank Marino – voz, guitarra, teclados - Mick Layne – guitarra - Peter Dowse – bajo - Dave Goode – batería                                | - Eye of the Storm (2000) |
| 2004–2008                                   | - Frank Marino – voz, guitarra, teclados - Mick Layne – guitarra - Peter Dowse – bajo - Avi Ludmer – violín - Josh Trago – batería          | — |
| 2008–present                                | - Frank Marino – voz, guitarra, teclados - Mick Layne – guitarra - Mark Weber – bajo - Avi Ludmer – violín - Dave Goode – batería           | — |

## Álbumes de estudio
| Mahogany Rush - 1972: Maxoom - 1974: Child of the Novelty - 1975: Strange Universe - 1976: Mahogany Rush IV - 1977: World Anthem - 1979: Tales of the Unexpected - 1980: What's Next - 2000: Eye of the Storm | Frank Marino Band - 1981: The Power of Rock N' Roll - 1982: Juggernaut - 1986: Full Circle - 1990: From the Hip |